# 화성월문초등학교
화성월문초등학교는 대한민국 경기도 화성시에 있는 공립 초등학교이다.

## 학교 연혁
- 1953. 04. 12 월문국민학교 개교
- 1985. 09. 06 월문국민학교 병설유치원 개원
- 1996. 03. 01 화성월문초등학교로 교명 변경
- 2010. 09. 01 제18대 왕규오 교장 취임
- 2013. 06. 20 평화교육 우수학교 선정
- 2013. 07. 23 창의지성 선도학교 선정
- 2013. 12. 26 혁신학교 준비교 선정
- 2014. 02. 11 제28회 유치원 졸업
- 2014. 02. 15 제61회 초등학교 졸업(졸업생 누계 2,108명)
- 2014. 03. 01 6학급 편성(유치원 1학급)
- 2014. 03. 01 초등교과특성화학교(골프) 지정(8년 연속)
- 2014. 03. 01 시범학교 지정